# Jean-Joseph Menuret
Jean-Joseph Menuret (häufig fälschlich auch: Jean-Jacques; * 1733 in Montélimar; † 15. Dezember 1815 in Paris), genannt Menuret de Chambaud, war ein französischer Arzt und Autor einer Reihe medizinischer Abhandlungen. Als einer der Beiträger zur Encyclopédie verfasste er mehr als 80 Artikel aus dem Themenbereich Medizin.

## Leben

### Karriere während des Ancien Regime
Nach dem Schulbesuch begann Menuret ein Medizinstudium an der Universität Montpellier, in dessen Rahmen er bevorzugt die Vorlesungen Antoine Fizers besuchte. Nach Beendigung seines Studiums kehrte Menuret 1758 in seine Heimat nach Montélimar zurück, wo er mehr als 25 Jahre lang das Krankenhaus der Stadt leitete.

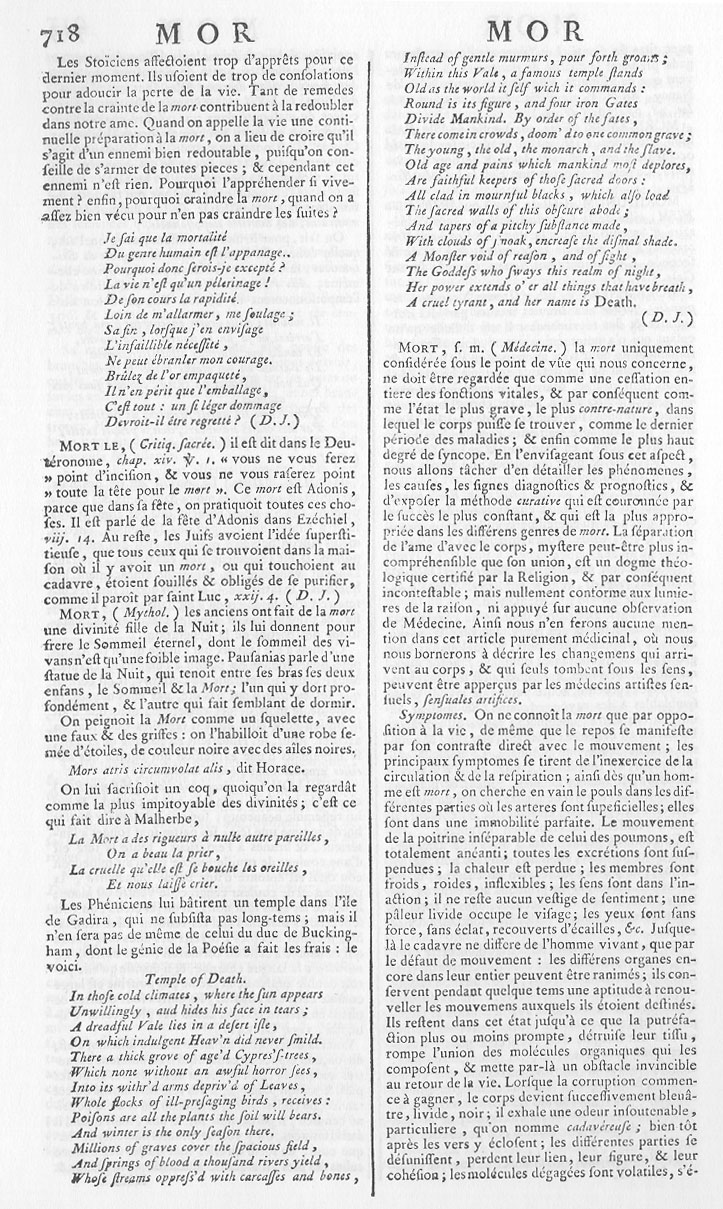
Erste Seite des Artikels Mort (dt. Tod) in der Encyclopédie

Mehr Theoretiker als Praktiker schickte er dem Abbé Expilly 1765 einen umfangreichen Artikel über Montélimar für dessen Dictionnaire de la France et des Gaulles. Es folgten Artikel in Hautesiercks Recueil d'observations de médicins des hôpitaux militaires (dt. „Sammlung von Beobachtungen von Medizinern an Militärkrankenhäusern“), in denen Menuret Probleme aus seiner praktischen Tätigkeit thematisierte, wie Medizinisch-topographische Geschichte der Stadt Montélimar oder Abhandlung über eine epidemische Krankheit, 1767 in Montélimar beobachtet. Darüber hinaus machte er mit einer Reihe von Lexikonartikeln für die Encyclopédie Denis Diderots auf sich aufmerksam, darunter die Artikel Inflammation, Mort, Pouls und Somnambulisme (zum Teil namentlich gekennzeichnet mit dem Zusatz „Article de M. Menuret“, überwiegend jedoch mit dem Kürzel „(m)“). Für seine 1781 publizierte Dissertation mit dem Titel Essai sur l'action de l'air dans les maladies contagieuses wurde er mit einem Preis der königlich-medizinischen Gesellschaft in Paris ausgezeichnet.
Sein enger Kontakt zu den Enzyklopädisten bekräftigte ihn 1785 in dem Entschluss, Montélimar zu verlassen und nach Paris zu gehen, wo er durch die Vermittlung seiner Freunde zunächst eine Anstellung als Tierarzt am Marstall Ludwigs XVI. fand. Kurze Zeit darauf wurde Marie-Thérèse de Savoie (1756–1805), die Frau des späteren französischen Königs Karl X., auf ihn aufmerksam und nahm ihn in ihre Dienste. Nicht allein durch seine bisher verfassten Schriften, sondern auch als Korrespondent der Societé royale des sciences gelangte er am Hof und in der gehobenen Pariser Gesellschaft zu gewissem Ansehen und fühlte sich dadurch offenbar verpflichtet, seinem Geburtsnamen den Namen seiner Urgroßmutter Madeleine de Chambaud hinzuzufügen.

### Revolution, Emigration und letzte Jahre

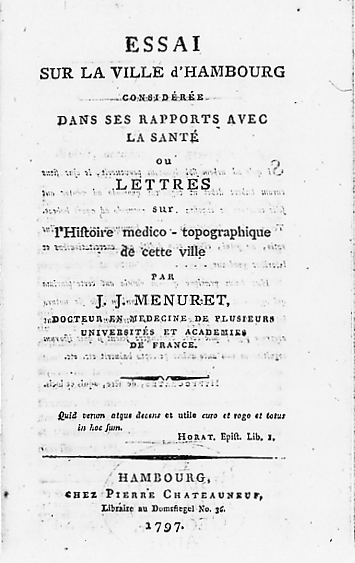
Titelseite von Menurets Essai sur la ville de Hambourg

Zwei Jahre nach Ausbruch der Französischen Revolution trat er in den Stab des französischen Generals Charles-François Dumouriez ein und begleitete diesen auf seinem Feldzug im Rahmen des Ersten Koalitionskrieges. Nach dem Scheitern von Dumouriez’ Plan, in Paris einzumarschieren und die revolutionäre Regierung zu stürzen, musste auch Menuret Frankreich verlassen und ging zusammen mit Dumouriez ins Exil nach Deutschland.
Als Emigrant lebte Menuret in Hamburg und verfasste dort – unter dem Eindruck der schlechten Lebensbedingungen der ärmeren Schichten im Gängeviertel – eine 1797 veröffentlichte Schrift mit dem Titel Essai sur la ville de Hambourg, considérée dans ses rapports avec la santé, ou lettres sur l'histoire médico-topographique de cette ville. Die Arbeit erschien im selben Jahr in einer deutschen Übersetzung unter dem Titel Versuch über die Stadt Hamburg in Hinsicht auf die Gesundheit betrachtet oder Briefe über die medicinisch-topographische Geschichte dieser Stadt und rief in Hamburg heftigsten Widerspruch hervor. Menuret hatte die Stadt und ihre Bewohner als rückständig dargestellt und dies gerade zu einer Zeit, als die Bevölkerung die französischen Emigranten – deren Zahl sie überschätzte – als Hauptverantwortliche für die empfindlichen Preissteigerungen und eine allgemeine „Sittenverwahrlosung“ wahrnahm.
Nachdem dem Machtwechsel in Frankreich durch den Staatsstreich des 18. Brumaire VIII und der unter Napoleon erlassenen Amnestie für Emigranten kehrte Menuret 1802 nach Paris zurück. In den folgenden Jahren verkehrte er in den intellektuellen Kreisen der Hauptstadt und widmete sich hauptsächlich sozial-karitativen Fragen. Mehr mit philanthropischen Ideen als mit dem eigenen Auskommen beschäftigt, starb er verarmt am 15. Dezember 1815.

### Familie
Menurets erste Ehe mit Louise Cartier de Boismartin aus Valence blieb kinderlos. Als Louise im Jahr 1773 starb, heiratete Menuret Marie-Elisabeth Monneron (* 1745), die Tochter Antoine Claude Monneron (1703–1791), eines Steuerpächters aus Annonay, Département Ardèche und Schwester Augustin Monnerons. Aus dieser Ehe gingen ein Sohn, André Menuret – der ledig blieb – und zwei Töchter, Joséphine Menuret und Alexandre Menuret, hervor.

## Artikel in derEncyclopédie(Auswahl)
- Artikel Inflammation, Maladies Inflammatoires, Band 8: H – Itzehoa (Dezember 1765), S. 708–727
- Artikel Mort, Band 10: Mammelle – Myva (Dezember 1765), S. 718–727
- Artikel Pouls, Band 13: Pomacies – Reggio (Dezember 1765), S. 205–240
- Artikel Somnambule, & Somnambulisme, Band 15: Sen – Tchupriki (Dezember 1765), S. 340–342

## Eigenständige Schriften (Auswahl)
- Nouveau Traité du Pouls. Amsterdam 1767; Paris 1768
- Avis aux mères sur la petite vérole et la rougeole, ou lettres à Mme de *** sur la manière de traiter et de gouverner ses enfants dans ces maladies. Lyon 1770
- Essai sur l'action de l'air dans les maladies contagieuses. Diss., Paris 1781
- Essai sur l'action médico-topographique. Paris 1786
- Observations sur le débit du sel après la suppression de la gabelle, relatives à la santé et l'intérêt des citoyens. 1790
- Mémoire sur la culture des jachères. Paris 1790 (ausgezeichnet mit einem Preis der Societé royale d'Agriculture)
- Essai sur les moyens de former de bons médecins, sur les obligations réciproques des médecins et de la société. Paris 1791 (zweite, stark erweiterte Auflage Paris 1814)
- Essai sur la ville de Hambourg, considérée dans ses rapports avec la santé, ou lettres sur l'histoire médico-topographique de cette ville. Hamburg 1797 (erschien im selben Jahr – ebenfalls in Hamburg – in einer deutschsprachigen Übersetzung durch den Hamburger Notar Martin Gottfried Herrmann Kaiser unter dem Titel Versuch über die Stadt Hamburg in Hinsicht auf die Gesundheit betrachtet oder Briefe über die medicinisch-topographische Geschichte dieser Stadt)
- Considérations sur l'état de la médecine et des médecins en France … 1809
- Discours sur la réunion de l'utile à l'agréable, même en médecine. 1809